# Manuel Vargas
Manuel Vargas (Lagos de Moreno, 29 marzo 1981) è un pugile messicano.
Soprannominato Chango, ha un record di 25-3 (11 KO).
Ha vinto il titolo WBO interim dei minipiuma sconfiggendo il colombiano Daniel Reyes il 6 dicembre 2008.